# SourceForge
SourceForge è una piattaforma e un sito web che fornisce gli strumenti per gestire progetti di sviluppo software in modo collaborativo tra gli sviluppatori. Il software, commercializzato dalla VA Software, fornisce un front end per un'ampia gamma di servizi per il ciclo di vita dello sviluppo di software e si può integrare con varie applicazioni open source, ad esempio con PostgreSQL e CVS.

## Descrizione
SourceForge.net è una posizione centralizzata per sviluppatori software che debbano controllare e gestire lo sviluppo di software open source; essa inoltre costituisce un repository di codice sorgente. SourceForge.net è ospitata da VA Software e si avvale di una versione del software SourceForge. Questo sito ospita una grande mole di progetti open source: nel febbraio 2009 se ne contavano oltre 230.000 con più di 2 milioni di utenti, ma molti di questi sono progetti in letargo o che coinvolgono un solo interessato.

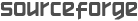
Vecchio logo di SourceForge

SourceForge esclude l'accesso ai progetti che ospita, a diversi paesi che non sono graditi agli USA. Questo contravviene i principi del software FOSS. Così la Free Software Foundation creò il suo sito web per lo sviluppo GNU Savannah in risposta alla tendenza verso la proprietarizzazione (ovvero verso lo stato closed source) dell'iniziativa SourceForge. Tuttavia attualmente vi sono numerosi siti collaborativi che utilizzano il software SourceForge.
Mentre qualche tempo fa il codice SourceForge era disponibile pubblicamente, successivamente VA Software ha deciso di non produrre nuove versioni open source. L'ultimo codice sorgente disponibile ufficialmente, ha riguardato la versione 2.5 e l'ultima versione CVS prima della chiusura è stata la 2.61. Savannah è un sistema basato sulla versione 2.0. Alla fine del 2003 VA Software ha distribuito la prima versione della SourceForge Enterprise Edition 4.x, una riscrittura completa dell'applicazione basata su Java EE. I rapporti delle organizzazioni che adottano SourceForge 4.x segnalano prestazioni e scalabilità sensibilmente superiori a quelle delle precedenti versioni SourceForge 3.x o 2.x. SourceForge 4.x, inoltre, supporta tecnologie come SOAP e XML per fornire API e web service in modo da aumentare l'integrazione e l'estensibilità.
L'11 marzo 2011 è stato distribuito il codice di SourceForge chiamato Allura sotto licenza Apache versione 2. Si tratta di una riscrittura completa del motore sotto SourceForge.net.
Gforge.org, uno dei programmatori di SourceForge, ha iniziato una significativa riscrittura del software (il cosiddetto progetto GForge) a partire dall'ultima versione CVS disponibile di SourceForge. Nell'ambito di questo progetto, prosegue lo sviluppo libero e si aggiungono nuove prestazioni.

## Acquisizione da parte di Dice.com
SourceForge è stata acquistata a settembre del 2012 da Dice Holdings dal precedente proprietario Geeknet.

## Critiche a DevShare e al sistema adware
Nel luglio 2013, SourceForge ha annunciato di voler implementare DevShare, un software opzionale proposto agli sviluppatori che permette l'inserimento di contenuti sponsorizzati closed-source nei file binari di installazione, compensando poi i progetti coinvolti con parte del ricavato. Questa implementazione ha raccolto sia critiche che consensi. Alcuni lamentano il fatto che chi scarica non sia completamente consapevole di ciò che stanno installando in realtà, o che non siano più capaci di fidarsi del contenuto del file scaricato. Altri vedono la novità come una opzione ragionevole e innocua che lascia il controllo sia ai manutentori dei singoli progetti sia agli utenti finali.
Tra le posizioni critiche si annovera la reazione di GIMP, un celebre programma di manipolazione delle immagini, che nel novembre del 2013 ha rimosso da SourceForge i propri download, adducendo come ragioni sia la presenza di banner che replicano pulsanti di download, capaci di confondere gli utenti, che l'installer proprietario di SourceForge, creato per veicolare offerte di terze parti.